# Pierpaolo Ferrazzi
Pierpaolo Ferrazzi (Bassano del Grappa 23 juli 1965) is een Italiaans kanovaardster gespecialiseerd in slalom. 
Ferrazzi werd in 1992 in het Spaanse Barcelona olympisch kampioen in de K-1. Bij Ferrazzi zijn derde olympische optreden in Sydney tijdens de 2000 won Ferrazzi de bronzen medaille. Ferrazzi won op de wereldkampioenschappen individueel geen medaille maar wel drie zilveren medailles met het team.

## Belangrijkste resultaten

### Olympische Zomerspelen
| Editie | Plaats    | Resultaten     |
| ------ | --------- | -------------- |
| 1992   | Barcelona | K-1 Slalom     |
| 1996   | Atlanta   | 17e K-1 Slalom |
| 2000   | Atlanta   | K-1 Slalom     |
| 2004   | Athene    | 19e K-1 Slalom |

### Wereldkampioenschappen kanoslalom
| Jaar | Plaats              | Resultaten                         |
| ---- | ------------------- | ---------------------------------- |
| 1989 | Bourg-Saint-Maurice | 66e K-1 Slalom 7e K-1 Slalom team  |
| 1989 | Savage River        | 18e K-1 Slalom · K-1 Slalom team   |
| 1991 | Ljubljana           | 11e K-1 Slalom 4e K-1 Slalom team  |
| 1993 | Mezzana Rabattone   | 22e K-1 Slalom 9e K-1 Slalom team  |
| 1995 | Nottingham          | 55e K-1 Slalom                     |
| 1997 | Três Coroas         | 21e K-1 Slalom                     |
| 1999 | La Seu d'Urgell     | 14e K-1 Slalom 12e K-1 Slalom team |
| 2002 | Bourg-Saint-Maurice | 19e K-1 Slalom · K-1 Slalom team   |
| 2003 | Ausburg             | 10e K-1 Slalom 5e K-1 Slalom team  |
| 2005 | Penrith             | 36e K-1 Slalom · K-1 Slalom team   |

1972: Siegbert Horn ·
1992: Pierpaolo Ferrazzi ·
1996: Oliver Fix ·
2000: Thomas Schmidt ·
2004: Benoît Peschier ·
2008: Alexander Grimm ·
2012: Daniele Molmenti ·
2016: Joe Clarke ·
2020: Jiří Prskavec ·
2024: Giovanni De Gennaro